# 段孝言
段 孝言（だん こうげん、生没年不詳）は、南北朝時代の東魏・北斉の官僚・政治家。本貫は武威郡姑臧県。

## 経歴
段栄の次男として生まれた。東魏の武定末年、司徒参軍事を初任とした。550年（天保元年）、北斉が建国されると、兄の段韶の別封である覇城県侯の爵位を受けた。儀同三司・度支尚書・清都尹に累進した。
孝言は勲臣の一族であることに驕って、乱行と奢侈にふけり、海州刺史に左遷された。ほどなく兄の段韶のおかげで鄴都に召還されて、都官尚書に任じられた。陽城郡を食邑とし、開府儀同三司の位を加えられた。後に太常卿に転じ、斉州刺史に任じられたが、収賄の罪で御史の弾劾を受けた。武成帝が死去すると、赦免された。再び太常卿に任じられ、河南郡を食邑とした。後に吏部尚書に転じた。
571年（武平2年）、和士開が殺害されて祖珽が政権を握ると、祖珽は趙彦深を左遷し、孝言を召し出して執政を助けさせた。孝言は侍中を兼ね、内省に入り、機密を管掌した。まもなく吏部尚書のまま、正式に侍中となった。孝言には人物の鑑識眼がなく、かれの抜擢した者は贈賄するような者ばかりだったので、官界の不満が高まった。「尚書は天下の尚書であるのに、どうしてひとり段家の尚書であるのか」と非難されて、返す言葉もなく憮然とするのみであった。中書監に転じ、特進の位を加えられた。ほどなく韓鳳を利用して、祖珽を攻撃する側に回った。573年（武平4年）、祖珽が失脚した後、孝言は尚書右僕射に任じられ、人材の選挙をつかさどった。鄴城の北壁の建設を命じられて、その工事を監督した。儀同三司の崔士順、将作大匠の元士将、太府少卿の酈孝裕、尚書左民郎中の薛叔昭、司州治中の崔龍子、清都尹丞の李道隆、鄴県令の尉長卿、臨漳県令の崔象、成安県令の高子徹らが孝言の部下についた。孝言は富商や大賈の人物を多く抜擢して、放漫な風潮を横行させた。まもなく特進・侍中のまま尚書左僕射に転じた。
孝言は豪奢な暮らしをして、とくに女色を好んだ。後に婁定遠の妾の董氏を妻に迎えて溺愛したが、このことが周辺に不和をもたらし、弾劾を受けて免官され、光州に流された。孝言は不正蓄財と酒色をほしいままにしたが、挙措は風流であった。名士を集めて詩を賦し、音楽を演奏するなど、歓楽を尽くした。草莽の人士であっても賓館に招き、ときには貧窮した者にも施しをしたので、世間に人気があった。北斉が滅ぶと、北周に仕え、開府儀同大将軍に任じられ、後に上開府の位を加えられた。

## 伝記資料
- 『北斉書』巻16 列伝第8
- 『北史』巻54 列伝第42